# Росцино
Росцино (пол. Rościno) — село в Польщі, у гміні Білоґард Білоґардського повіту Західнопоморського воєводства.
Населення — 207 осіб (2011).
У 1975-1998 роках село належало до Кошалінського воєводства.

## Демографія
Демографічна структура станом на 31 березня 2011 року:
|          | Загалом | Допрацездатний вік | Працездатний вік | Постпрацездатний вік |
| -------- | ------- | ------------------ | ---------------- | -------------------- |
| Чоловіки | 101     | 21                 | 73               | 7                    |
| Жінки    | 106     | 25                 | 60               | 21                   |
| Разом    | 207     | 46                 | 133              | 28                   |